# Нафтогазоводопрояви при бурінні
Нафтогазоводопрояви при бурінні (рос. нефтегазоводопроявления при бурении; англ. showings of oil, gas and water in drilling; нім. Erdöl- und Erdgaswasserauftreten n beim Bohren) — надходження в процесі буріння свердловини деякої кількості флюїду — нафти, природного газу або води в промивну рідину, що може мати місце, коли пластовий тиск більший, ніж тиск стовпа промивної рідини, і призводить до ускладнень при бурінні.

## Інтернет-ресурси
- Відео викиду газу при бурінні